# Twisted Metal (videojuego de 2012)
Twisted Metal es un videojuego de combate en vehículos desarrollado por Eat Sleep Play y publicado por Sony Computer Entertainment para la PlayStation 3. Es el segundo reinicio (después de Twisted Metal: Black) de la serie Twisted Metal. El juego estaba originalmente planeado para ser lanzado en octubre de 2011 pero se retrasó hasta principios de 2012.

## Jugabilidad
El juego se centra en gran medida de combate multijugador, incluyendo varios modos de juego en línea con hasta 4 jugadores en pantalla dividida, y en-línea de hasta 16 jugadores. Por ejemplo, el modo de Nuke, es un modo de juego en línea nueva en la que elegir una de las facciones a jugar contra una facción contraria. En este modo, cada facción tiene una estatua gigante de metal, que el equipo contrario debe tratar de destruir. Con el fin de destruir las estatuas, el jugador debe secuestrar a líder del equipo enemigo, entonces el sacrificio, dijo el líder de un lanzador de misiles que, a su vez, lanzar un misil nuclear a la estatua de su oponente. Cuatro facciones se han revelado hasta ahora, las muñecas, los payasos, las calaveras, y los predicadores. La primera de haber sido anunciado como inspiración de Sweet Tooth (Serie completa de Twisted Metal) y Dollface (Twisted Metal: Black). Estos últimos son assumably llevar por el Mr. Grimm (Serie completa de Twisted Metal) y The Preacher (Twisted Metal : Black).

## Fundamento y Vehículos
El juego se desarrolla en un universo completamente nuevo desde cero, no comparte eventos ni conexiones canónicas en el desarrollo de la historia con otro juego anterior de Twisted Metal, ya que se reescribió por completo el guion.
Los nuevos vehículos seleccionables en el juego son Reaper (una moto, nuevo nombre de la moto de Mr. Grimm), Roadboat (un coche que se parece a un eclipse de Mitsubishi), Death Warrant (un Ford Mustang 2005-2009), Vermin (una camioneta receptor roedores), uno de los 80 Chevrolet Monte Carlo, Meat Wagon (un médico 1959 Cadillac Miller-Meteor Combinación de coches, que se asemeja mucho Cazafantasmas 'Ecto-1) y Talon (un helicóptero). Sweet Tooth y Junkyard Dog también vuelven. Los conductores y los coches parecen ser intercambiables en este juego. La existencia de indicios Reaper en la probabilidad de que los coches personalizables / drivers. Esto se hace alusión en otra entrevista con David Jaffe. En total son 17 los vehículos jugables. Las nuevas armas son Sniper Rifle y Pistola de Tiro. Cada coche tiene ahora dos números especiales (a diferencia de otros juegos de TM que tienen solo 1 de cada vehículo, salvo el Black que algunos tienen 2 también). El especial alternativo se activa presionando el botón de triángulo. Este juego se diseñó para ser exclusivo de PS3.

## Modos de Juego
Existen 3 principales modos de juego en esta nueva entrega de Twisted Metal, son los siguientes:
- Modo Campaña/Historia
- Modo Multiplayer Online
- Death Match Offline

El modo campaña consta de 18 niveles divididos en 3 mini historias, Sweet Tooth, MR. Grimm y Dollface; con 6 niveles por personaje respectivamente. Son 3 los tipos de dificultad en el modo campaña: normal, difícil y twisted. A medida que vayas avanzando en el juego; fiel al estilo de los desarrolladores, irás desbloqueando armas y nuevos vehículos, para desbloquear el WARTHOG deberás completar el Modo Campaña en dificultad TWISTED. Este modo también se puede jugar cooperativo en una misma consola.
En el modo Death Match Offline, puedes jugar tanto contra AI (inteligencia artificial) con un máximo de 10, como contra otro jugador en pantalla dividida, sea 1 vs 1 (jugador vs jugador) o agregar bots a gusto. Los mapas se limitan a solo 8.
Son 10 las armas que se pueden recoger y que están desplegadas por todo el mapa. Junto al poder especial de cada vehículo suma un total de 11 armas distintas en tu arsenal:
- Especial (exclusivo de cada vehículo)
- Rifle de Tirador
- Escopeta
- Napalm
- Bomba Adhesiva
- Rebotadora
- Misil Buscador
- Misil de Poder
- Misil de Racimo
- Misil Incendiario
- Misil Stalker
- Recarga de Turbo (no es arma)
- Botiquín (no es arma)

Dependiendo del mapa y modo de juego, aparecerán camiones tipo tráiler que tendrán una rampa en la parte trasera donde los vehículos al subir con velocidad recuperan toda su salud, por otro lado en la campaña puedes seleccionar el coche principal y dos de reemplazo (1 por jugador si juegas cooperativo) que estarán en el garaje. Los talleres o garajes sirven para cambiar de coche cuando éste tenga la salud baja y el coche "dejado" se irá regenerando lentamente. Por lo que en cada nivel tendrás "3 vidas" pero si mueres antes de llegar al garaje, pierdes el juego.

## Desarrollo
Al principio el juego estaba destinado a ser 100 % modo multijugador en línea, tras la insistencia de Sony hacia la desarrolladora Eat Sleep Play de que se agregue un modo historia como las anteriores entregas, hizo que una historia con poca lógica no fuera tan bien recibida por parte de la comunidad. Su director David Jaffe informó esto en sus redes sociales tiempo después, dando a entender que se encontraban en un 70% del desarrollo del juego y fue justo cuando Sony intervino para cambiar lo planeado, logrando así que el tiempo restante se centren en sacar un modo historia, que como en anteriores entregas, se veía venir que fuera otra vez complejo e ilógico de entender para los usuarios, descartando muchas ideas como más vehículos o mejores armas, así como la inclusión de nuevos niveles y mapas que se quedan cortos por falta de tiempo en el juego lanzado finalmente. Existen pruebas de archivos dentro de la carpeta del juego (se accede mediante un administrador de archivos por Multiman)  que el mismo juego a la hora de jugar nunca los lee y por lo tanto no lo reproduce, hace referencia a trabajo no terminado, pudiéndose ver 3 mapas nunca terminados o 6 autos con falta de texturas e injugables, nuevos especiales y mejora en la calidad de imagen, más soundtracks, y mejor personalización, por otro lado en internet se puede ver DLCs (contenido descargable) perdidos y nunca lanzados donde se puede apreciar 3 nuevos autos que ya habían aparecido en entregas anteriores: Twister, Crazy 8 y finalmente Yellow Jacket.
El juego fue anunciado primero extraoficialmente a desarrollar por Jaffe y su nueva compañía, Eat Sleep Play, estará desarrollando un nuevo título en la franquicia Twisted Metal, para la PlayStation 3. El anuncio, no confirmado oficialmente por Sony, provenía de un mensaje oculto que se descifró en el Twisted Metal: Head-On "Dark Past" documental donde los grupos de números aparecieron en la pantalla en puntos durante el video que corresponde a letras del alfabeto. Cuando descifrada, el mensaje dice "Twisted Metal viene en PS3". El título del juego se cree que se han mostrado varias veces durante el documental que constituye el original logotipo de trenzado de metal pero en colores de marrones y amarillos rústico.
Durante dos años, Sony ha confirmado (no oficialmente) la existencia del juego, y sobre un nuevo interrogatorio en múltiples ocasiones Jaffe insistentemente se negaría a hacer más comentarios, y en general se negó a anunciar oficialmente el título de primer partido importante Eat Sleep Play hasta que Sony estaba listo para que lo haga. A pesar de esto, los rumores persistieron en gran medida de que Eat Sleep Play se desarrolla realmente otra Twisted Metal. En los meses previos a la Electronic Entertainment Expo de 2010, surgieron rumores de que un nuevo Twisted Metal se anunciará bajo los nombres de cualquiera de las X o Twisted Metal Twisted Metal: La ciudad del puerto, el mismo nombre que la secuela cancelada a Twisted Metal: Negro . En respuesta a esto, Jaffe publicó en su Twitter, que más tarde confirmó en un correo electrónico a la página de juegos Joystiq, que Eat Sleep Play no estaba trabajando en un nuevo juego de Twisted Metal.
Sin embargo, al final de Sony en el E3 conferencia de prensa de 2010, un remolque sorpresa de acción en vivo se mostró bromista, sin ninguna indicación previa como a lo que era, que reveló un nuevo Twisted Metal. El remolque fue seguido por una réplica de la vida real del personaje de camiones Sweet Tooth de helado de conducción en el escenario, conducido por un hombre en un traje de Sweet Tooth. David Jaffe y Scott Campbell apareció de la parte posterior, reveló que Eat Sleep Play fue, de hecho, desarrollando un nuevo juego Twisted Metal, simplemente titulado Twisted Metal, y luego procedió a dar una demostración del juego. Después de la conferencia de prensa, fue una entrada de blog en el sitio web oficial de Playstation por Jaffe explicar por qué había mentido abiertamente sobre la existencia de Twisted Metal para PS3 y la participación de Eat Sleep Play. Explicó que se sentía E3 fue un show acerca de todas las sorpresas alegre, y que debido a la Internet, los que son cada vez más raras. A la luz de esto, Sony se acercó a él para hacer el anuncio una sorpresa E3, y decidió hacer lo que fuera para evitar que una sorpresa con la esperanza de que los fanes de la serie experimentaría una reacción de alegría y asombro. En el E3, Jaffe y Campbell se detalla el modo en línea multijugador, y le dio al oficial provisional 2011 fecha de lanzamiento.

## Información adicional
Eat Sleep Play puede haber proporcionado más información sobre lo que se aplicará en la nueva entrega de la franquicia durante el Tour Sweet Tooth en Twisted Metal: Head-On: Extra Twisted Edition desbloqueó cierta información sobre la historia y la evolución de los anteriores juegos de Twisted Metal. En 18/29 característica que los desarrolladores afirman que el modo de gira iba a ser incorporado en Twisted Metal: La ciudad del puerto, también conocido como Twisted Metal: Negro II, que iba a tener tanto Sweet Tooth y Predicador jugables y tienen un modo de juego interactivo. Por supuesto, esto fue desechado como TM: HC nunca fue terminado. Pero en una nota interesante, en función de 18/29 explican cómo el modo de trabajar y fue pasando en las trampas y al final del párrafo por "Enjoy! No vamos a ir tan fácil en que la próxima vez!". Así, dando una posible pista de que esta modalidad podría muy bien ser aplicado en el próximo juego de Twisted Metal para PlayStation 3.
Luego de muchos años, se informó que el modo multijugador en línea seguiría estando disponible hasta mediados de 2019, cerrando así un ciclo de 7 años (2012-2019) en los servidores del juego en la consola de séptima generación. Dando así paso al marketing, publicidad y compra de juegos en línea para usuarios de consolas más recientes de octava y novena generación.

## El renacer del modo en línea
Después que fueran cerrados los servidores en 2019 y por tanto, poco tráfico en las cuentas PSN ya que van quedándose cada vez con menos juegos, muchos usuarios de PS3 hallaron la forma de seguir jugando al Twisted Metal Online optando por usar un programa de servidores externo a la consola, llamado XLink Kai, una plataforma de servicio en línea (que usa el LAN para convertirlo en ONLINE) para juegos que aún conservan dicha opción (LAN) y que abarca muchas consolas de todas las generaciones. Mediante una instalación del programa en una PC o LAPTOP, los usuarios se crean una cuenta, configuran y se conectan a internet. Funciona modificando la dirección IP del internet en el PS3 logrando así jugar en línea sin necesidad de usar una cuenta PSN.
Debido a que el programa no ganó popularidad y por ende tiene poca gente que lo usa, actualmente XLink Kai cuenta con 10 jugadores de Twisted Metal activos diariamente, con una frecuencia mayor por la noche. 

## Liberación y comercialización
La preventa Twisted Metal estuvo disponible en cualquier tienda participante o en la página oficial de la Sony, este acceso temprano permitió desbloquear "Axel" con su mortífera maquinaria de guerra.
Según se estima se vendieron alrededor de 500 000-600 000 copias del juego a nivel mundial. Siendo aún el Twisted Metal 2 el juego más vendido de la franquicia con 1,7 Millones de copias solo en Estados Unidos y 2,2M a nivel mundial.

## E3 2011
Cabe destacar que faltan desde el primer día de la Electronic Entertainment Expo 2011, el juego fue exhibido en Sony después de la fiesta y en el stand de Sony al día siguiente. En el juego se demostró que era similar a los títulos de otras series, y los espectadores fueron presentados a algunos personajes nuevos, así como algunos de los más antiguos de la franquicia. Todos los personajes se puede jugar para la exposición los asistentes, incluyendo los dulces, Axel y Mr. Grimm. También se señaló un personaje nuevo, un helicóptero con un "ataque especial" que te pone en el asiento del artillero. También se muestra una nueva "Nuke the Boss" modo de juego que se centra en la destrucción de la Doncella de hierro en el aire.

## Recepción
El juego tuvo una valoración de:
- 8/10 en 3DJuegos
- 8,6/10 en Vandal
- 5/5 en Game

Con una aprobación del:
- 75%/100% en JuegosADN
- 96%/100% en Google